# Prades (Ariège)
Prades település Franciaországban, Ariège megyében. Lakosainak száma 46 fő (2022. január 1.). Prades Bestiac, Caussou, Ignaux, Lordat, Montaillou, Montségur, Sorgeat és Comus községekkel határos.

## Népesség
A település népességének változása:
| Lakosok száma | 97   | 67   | 53   | 50   | 43   | 38   | 33   | 32   | 31   | 46   |
|               | 1968 | 1982 | 1990 | 2006 | 2013 | 2015 | 2017 | 2019 | 2020 | 2022 |